# Lasiophorus cylindroscapus
Lasiophorus cylindroscapus är en stekelart som först beskrevs av Szepligeti 1906.  Lasiophorus cylindroscapus ingår i släktet Lasiophorus och familjen bracksteklar. Inga underarter finns listade i Catalogue of Life.